# Batalha de Oudenaarde
A Batalha de Oudenaarde, foi um grande confronto da Guerra da Sucessão Espanhola, colocando uma força anglo-holandesa composta por oitenta mil homens sob o comando do Duque de Marlborough, de Henrique de Nassau, Lorde Overkirk, e do Príncipe Eugênio de Sabóia contra uma força francesa de oitenta e cinco mil homens sob o comando do Duque da Borgonha e do Duque de Vendôme, resultando a batalha numa expressiva vitória para a Grande Aliança. A batalha foi travada perto da cidade de Oudenaarde, naquela época parte dos Países Baixos Espanhóis, em 11 de julho de 1708. Com esta vitória, a Grande Aliança garantiu a queda de vários territórios franceses, dando-lhes uma vantagem estratégica e tática significativa durante esta fase da guerra. A batalha foi travada nos últimos anos da guerra, conflito que surgiu como resultado da apreensão do Reino de Inglaterra, da República Holandesa e dos Habsburgo com a possibilidade da Casa de Bourbon francesa suceder o falecido Rei de Espanha, Carlos II, combinando as suas duas nações e impérios num só.
O combate propriamente dito ocorreu após uma série de manobras ofensivas e defensivas entre um exército aliado sob o comando de Marlborough e um exército francês sob o comando do Duque da Borgonha. Os dois comandantes franceses discutiram sobre a direção que o seu exército deveria tomar, embora cerca de um mês antes da batalha, o exército francês tenha-se deslocado para oeste e capturado as fortalezas controladas pelos Aliados de Bruges e Ghent . Isto revelou-se uma ação inesperada e preocupante para Marlborough, que esperou até que Eugênio de sabóia se juntasse ao seu exército antes de decidir empreender qualquer operação ofensiva. Os franceses passaram a atacar novamente, com o objetivo de capturar a cidade de Oudenarde, o que cortaria as rotas de comunicação e abastecimento entre Marlborough e a Inglaterra, permitindo assim uma vitória significativa sobre a Grande Aliança. Marlborough conseguiu descobrir o plano de ação francês e obrigou os seus homens a marchar em direção a Oudenarde para o defender do esperado ataque francês. A 11 de julho, as duas forças se encontraram perto da cidade.
Durante o combate, a cavalaria aliada moveu-se para atacar as posições avançadas francesas, matando ou capturando muitos soldados e empurrando-os para trás. Por razões desconhecidas, uma parte significativa do exército francês mantido em reserva nunca recebeu ordens para avançar e atacar, levando assim a uma força significativamente enfraquecida enfrentando os Aliados. Os batalhões de infantaria de ambos os lados moveram-se para atacar uns aos outros, com a implantação qualificada da cavalaria por William Cadogan, 1º Conde Cadogan, garantindo a derrota de muitos dos batalhões de infantaria franceses, enfraquecendo suas posições. Ambos os lados se estabeleceram em um combate em lados opostos do rio, com várias outras cargas de cavalaria, em sua maioria infrutíferas, tentadas pelos dois contedores. Marlborough iniciou uma manobra de flanco, dando aos aliados uma vantagem tática e estratégica significativa. Diante do aumento de baixas, os comandantes franceses tomaram a decisão de se retirar do campo. A batalha foi a terceira grande vitória que Marlborough obteve durante a guerra, aumentando sua fama militar ao lado da de Eugênio, cujas contribuições táticas foram vitais para essa vitória.

## Antecedentes

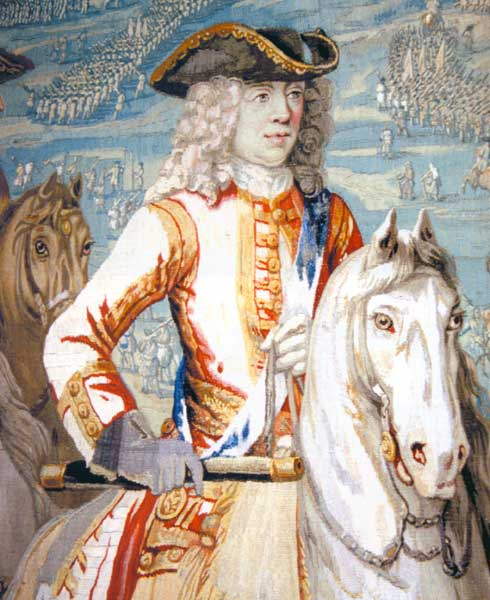
O Duque de Marlborough em Oudenaarde.

A Guerra da Sucessão Espanhola, travada de 1701 a 1714, foi um conflito europeu no início do século XVIII, desencadeado pela morte, em novembro de 1700, do rei Carlos II da Espanha que não tinha filhos e foi o último monarca Habsburgo daquele país. Seus herdeiros mais próximos eram membros das famílias austríaca Habsburgo e francesa Bourbon. A aquisição de um Império Espanhol indiviso por qualquer um deles ameaçou o equilíbrio de poder europeu e, portanto, as outras principais potências se envolveram. Carlos legou uma monarquia da Espanha indivisa a seu sobrinho-neto Filipe, que também era neto de Luís XIV da França. Filipe foi proclamado Rei da Espanha em 16 de novembro de 1700. Disputas sobre direitos territoriais e comerciais levaram à guerra em 1701 entre os Bourbons da França e da Espanha e a Grande Aliança, cujo candidato era Carlos, filho mais novo de Leopoldo I do Sacro Império Romano-Germânico. Os principais oponentes da sucessão Bourbon foram o Reino da Inglaterra (mais tarde o Reino da Grã-Bretanha após os Atos de União com o Escócia), o Sacro Império Romano e a República Holandesa. Além disso, muitos espanhóis se opuseram à ideia de um Bourbon governando a Espanha e apostaram suas fichas em Carlos. Inicialmente, a guerra foi favorável aos franceses, dado seu vasto exército e marinha e posição geopolítica extremamente vantajosa. No entanto, derrotas esmagadoras na Blenheim e na Ramillies fizeram com que a guerra chegasse a um impasse, já que as forças da Grande Aliança não conseguiam avançar em território francês, nem os franceses conseguiam avançar em territórios dos Habsburgos.
À medida que o exército francês se aproximava da fronteira com os Países Baixos espanhóis em 1708, os dois comandantes franceses começaram a discutir sobre qual plano de batalha deveriam adotar. Vendôme desejava atacar a cidade de Huy, o que poderia atrair Marlborough em busca de suas forças e enfraquecer a posição geral dos aliados. O plano eventual adotado, no entanto (sob ordens diretas de Luís XIV), era atacar Flandres. O exército francês moveu-se para o leste, até chegar à cidade de Braine-l'Alleud, que ficava cerca de vinte e cinco quilômetros ao sul de Bruxelas, e permitiu que os franceses ameaçassem a cidade vizinha de Leuven. Marlborough moveu suas forças para algumas milhas ao sul de Leuven, a fim de proteger suficientemente ambas as cidades de um potencial ataque francês. O exército francês então permaneceu inativo por mais de um mês, sem fazer nenhum movimento importante. Isso permitiu que o muito atrasado Principe Eugênio trouxesse suas forças através do Reno e seguisse em direção à posição de Marlborough. Em 5 de julho, no entanto, os franceses inesperadamente se moveram para o oeste, capturando rapidamente as cidades de Bruges e Ghent (embora cerca de trezentos soldados britânicos tenham resistido em Ghent por alguns dias). Esse movimento inesperado desmoralizou e confundiu Marlborough e seu exército, e ele não fez nenhum movimento ofensivo até que Eugênio, junto com seu exército, chegasse para se juntar a ele. O exército francês tinha controle sobre toda a extensão do Scheldt da fronteira francesa até a recém-tomada cidade de Ghent.

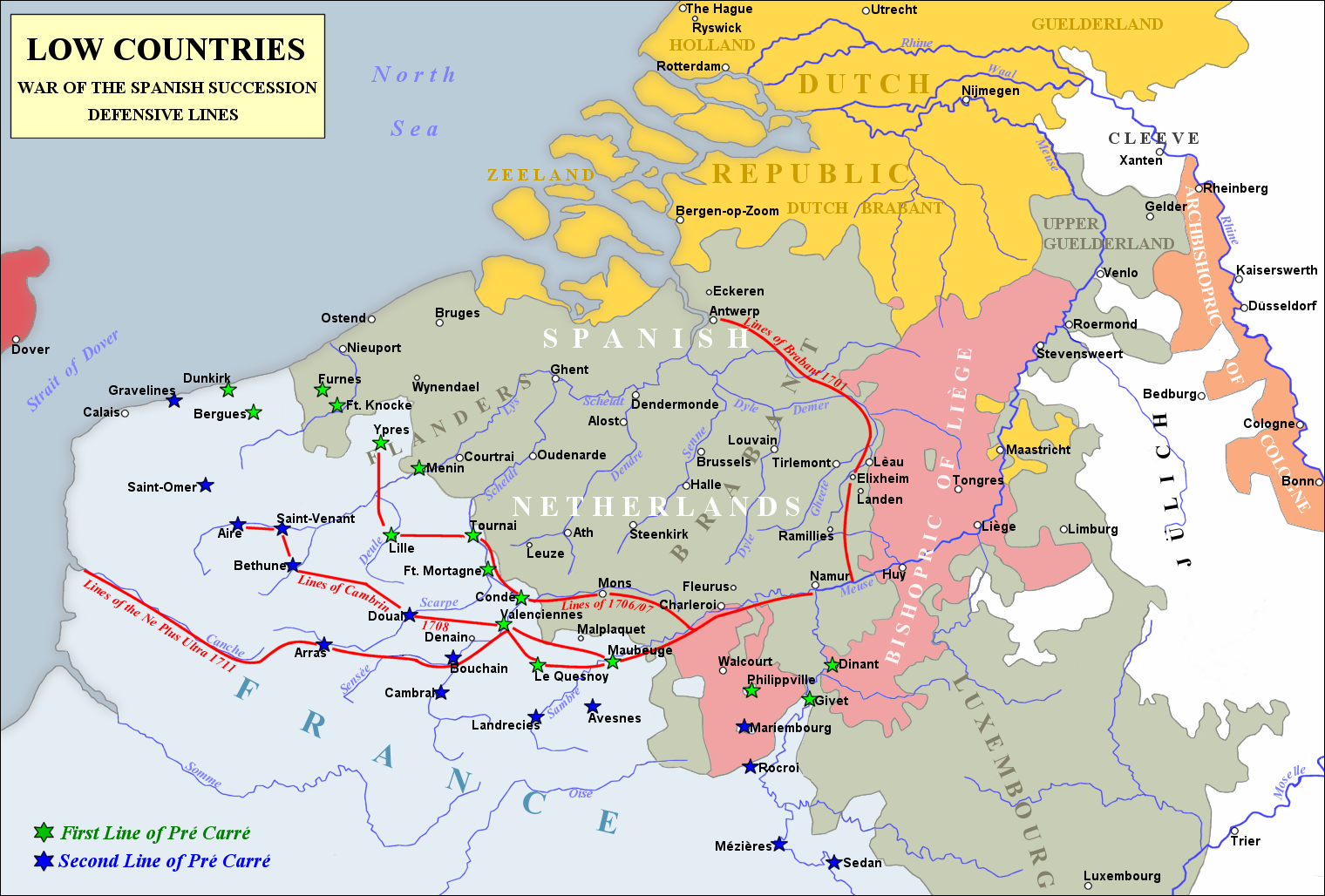
Mapa da campanha dos Países Baixos durante a Guerra da Sucessão Espanhola.

Apenas uma fortaleza aliada permaneceu: a cidade de Oudenaarde. Se os franceses conseguissem capturar aquela cidade, o exército de Marlborough seria cortado da costa, fazendo com que perdessem a comunicação com a Inglaterra. Marlborough conseguiu adivinhar o plano de batalha francês e também intuiu corretamente o método pelo qual o exército francês tentaria tomar Oudenarde: eles marchariam pela margem leste do Escalda (mais perto das tropas de Marlborough), enquanto deixavam uma grande força de cobertura entre os dois exércitos opostos. Os franceses partiram em 8 de julho, marchando em direção à cidade de Lessines. No entanto, Marlborough fez uma das marchas forçadas mais impressionantes da história, capturando essa cidade em 10 de julho. Isso forçou os comandantes franceses a tentar simplesmente atravessar o Escalda e tomar Oudenarde daquela posição. Marlborough novamente ordenou uma marcha forçada de suas tropas. Dessa vez, porém, ele ordenou que onze mil soldados mantivessem o principal ponto de travessia do Escalda, sob o comando de seu Quartel-mestre-general, William Cadogan, 1º Conde Cadogan. A força de Cadogan construiu cinco pontes flutuantes adicionais para permitir que Marlborough levasse seu exército de oitenta mil homens através do rio, até que os forrageadores franceses descobriram a presença aliada por volta das 9h, iniciando a batalha.

## Batalha

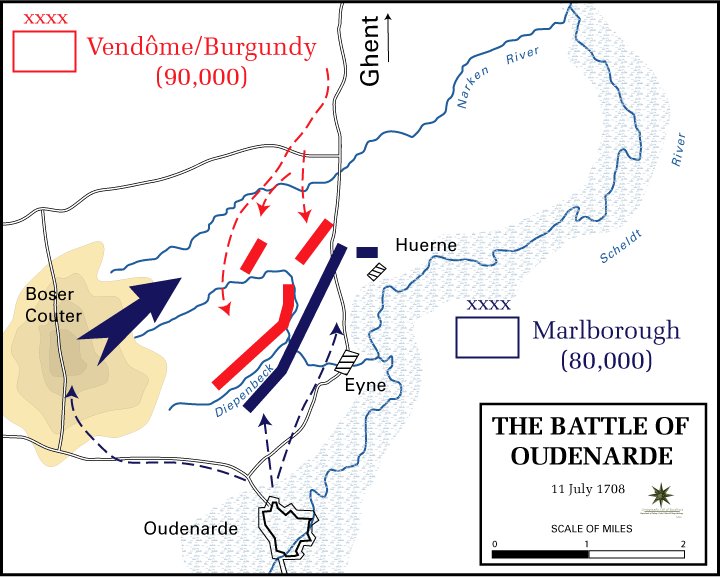
Mapa da batalha.

Cadogan, um comandante de cavalaria soberbo, ordenou que alguns dragões, sob o comando do general dinamarquês Jørgen Rantzau ,capturassem homens da guarda avançada francesa. Muitas dessas tropas conseguiram escapar e alertaram o Tenente-General Charles-Armand de Gontaut, duque de Biron, que comandava a vanguarda francesa sobre a presença de tropas aliadas na margem oeste. Quando Biron avançou, ele ficou desagradavelmente surpreso com o grande número soldados da cavalaria aliada já do outro lado do rio, junto com a infantaria que se aproximava. Embora tenha recebido ordens de Vendôme para atacar, ele hesitou ao ver a linha reforçada de vinte batalhões de infantaria (incluindo os quatro que haviam sido deixados para guardar as pontes flutuantes). As próprias forças de Biron compreendiam apenas sete batalhões de infantaria e vinte esquadrões de cavalaria. Ele havia recebido um conselho confiável de que a cavalaria não poderia lutar no terreno pantanoso da área e decidiu não tentar uma travessia. Nesse momento, Eugênio, junto com vinte esquadrões de cavalaria do Exército Prussiano, moveu-se através do rio e ocupou posições cruciais. Enquanto as tropas de Biron manobravam, a principal brigada de infantaria britânica havia chegado, sob o comando de John Campbell, 2º Duque de Argyll. Cadogan, com autoridade de Marlborough, atacou os sete batalhões de infantaria de Biron formados por mercenários suíços com sua divisão (consistindo principalmente de cavalaria). Os mercenários isolados foram imediatamente empurrados para trás e a força aliada destruiu as unidades de Biron, até que chegaram a uma grande massa de cavalaria francesa, momento em que foram forçados a recuar, por estarem em em menor número. A força que realizou essa ação foi a cavalaria de Rantzau, com o futuro rei Jorge II da Grã-Bretanha dentre eles.

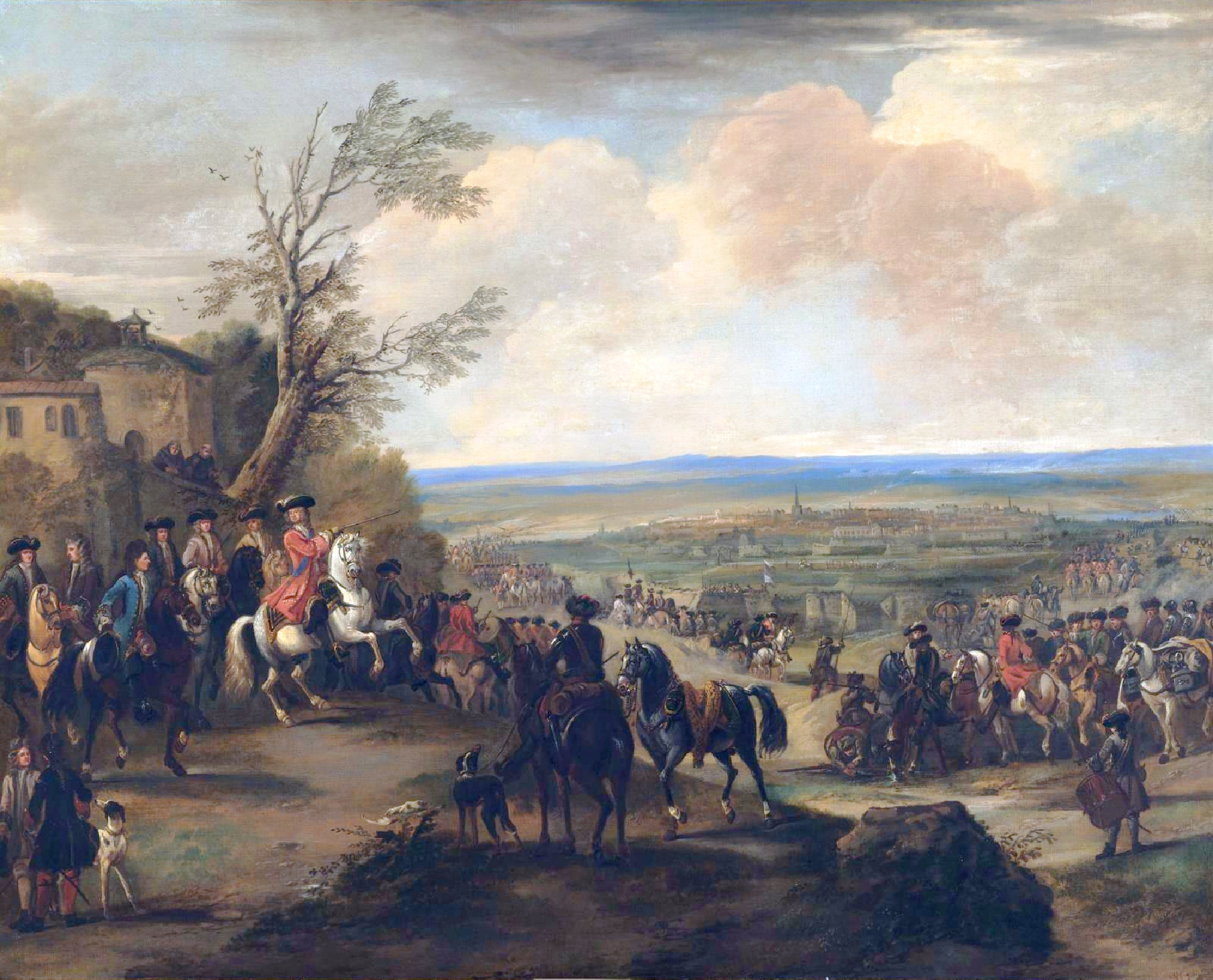
O Duque de Marlborough na Batalha de Oudenaarde, por John Wootton.

O Duque da Borgonha, cometendo outro erro, decidiu lançar um ataque, apesar dos protestos de Vendôme. A ala direita francesa começou a atacar as posições aliadas perto de Eine, enquanto a ala esquerda, por razões desconhecidas, permaneceu estacionária perto de Huise. Uma posição muito forte foi mantida pela ala esquerda aliada. Vinte e oito esquadrões de cavalaria protegeram o flanco direito da infantaria de Cadogan, que receberia o ataque que ocorreu por volta das 16h. Borgonha ordenou o ataque, que se lançou contra esquadrões de cavalaria prussianos sob o comando de Dubislav Gneomar von Natzmer. Embora tenha havido uma luta intensa, o ataque foi disperso. Então, Vendôme tomou uma decisão tática duvidosa de liderar pessoalmente um ataque de doze regimentos de infantaria, lutando corpo a corpo com uma meia-lança. Isso significava que enquanto um comandante (Borgonha) estava em seu quartel-general sem visão da batalha em andamento, o outro comandante estava lutando pessoalmente no campo, sem possibilidade de direcionar seus homens. A maioria dos historiadores concorda que se a ala esquerda francesa tivesse atacado a ala direita aliada enfraquecida, ela teria sido forçada a recuar. Vendôme percebeu isso, pedindo permissão a Borgonha para atacar com a ala esquerda. Borgonha enviou de volta um mensageiro com uma mensagem de recusa, mas o mensageiro não conseguiu entregar a mensagem. A situação piorou com Vendôme acreditando que o apoio chegaria para suas tropas, que estavam alongando sua linha de batalha e ameaçando envolver o flanco esquerdo aliado. À medida que os regimentos de infantaria franceses se aproximavam, eles alongavam a linha aliada, mas muito lentamente e não o suficiente para impedir que os franceses ameaçassem as posições aliadas.

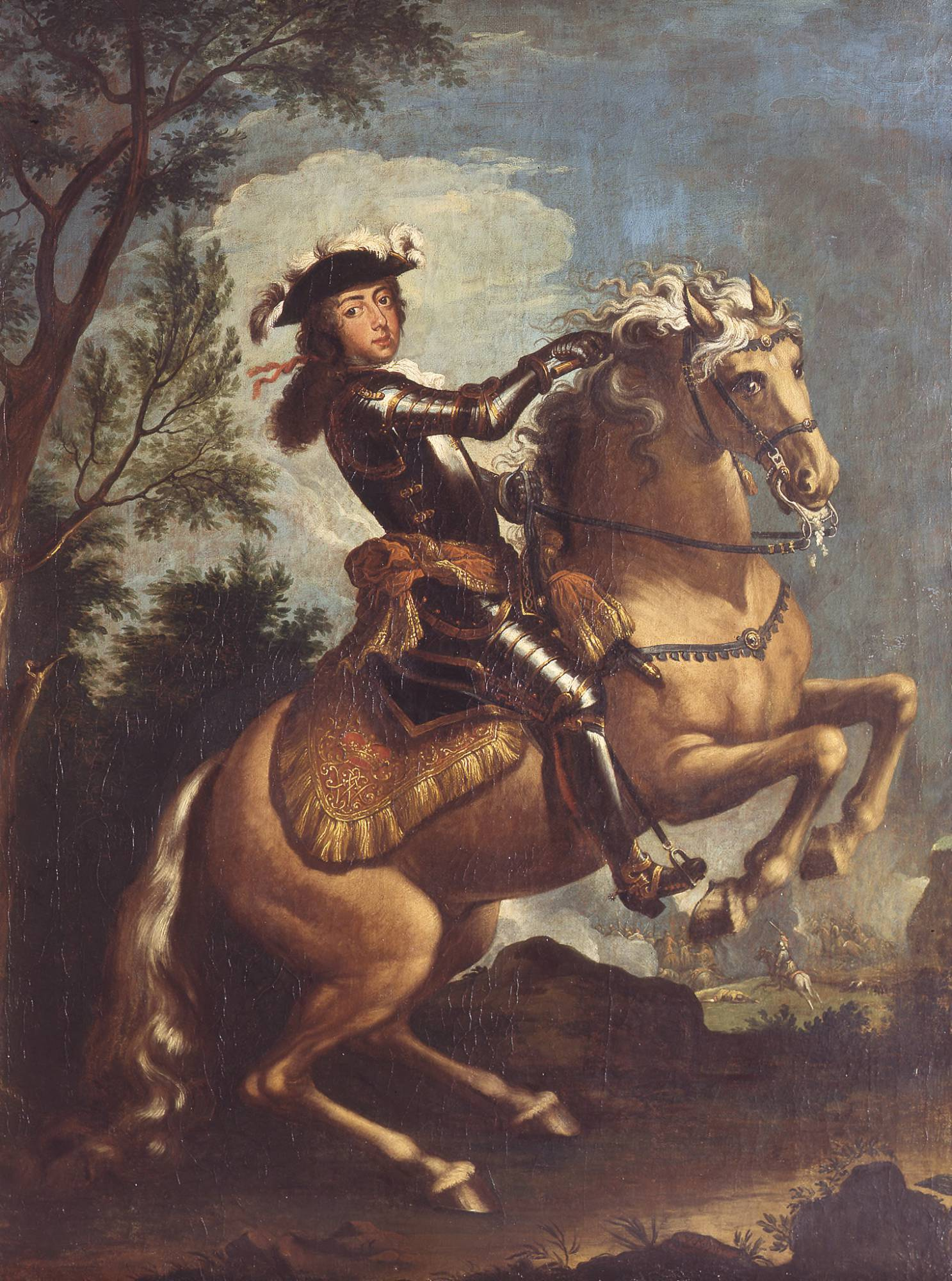
O jovem Príncipe de Orange recebeu muitos elogios dentro e fora da República Holandesa por seu papel decisivo em sua primeira grande batalha.

Nessa mesma época, os deputados holandeses Sicco van Goslinga e Adolf Hendrik van Rechteren estavam se movendo perto de onde Marlborough liderava a ação. Eles notaram, certo ou errado, que ele causou uma impressão instável e indecisa, presumivelmente como resultado de um acidente que ele teve na noite anterior. Ele então caiu em uma vala profunda com seu cavalo e ficou preso sob o animal. Juntos, os dois deputados decidiram pedir a Eugênio, que até então havia permanecido em segundo plano, para intervir e assumir o comando supremo. Depois de alguma insistência, como ele não estava a serviço de nenhuma das Potências Marítimas, ele respondeu: "Bem, cavalheiros, ... farei o que vocês me pedirem."
Marlborough então moveu seu quartel-general para o flanco esquerdo, enquanto Eugênio assumiu o comando do flanco direito, que ainda controlava a ala esquerda do exército francês. Enquanto a ala direita estava sob pressão, Marlborough colocou dezoito batalhões de infantaria recém-chegados de Hesse e de Hanôver no flanco esquerdo para substituir vinte batalhões do general prussiano Carl Philipp, Conde Imperial de Wylich e Lottum, ordenando que eles se movessem para apoiar os homens de Eugênio. Isso colocou novas tropas para o crítico flanco esquerdo aliado, ao mesmo tempo em que reforçava o flanco direito aliado e permitia que as tropas de Lottum tivessem um descanso vital. Marlborough então começou a formular um novo plano de cerco duplo. Ele tinha agora sob seu comando 25.000 soldados descansados do Exército Holandês, sob o comando do Marechal de Campo Hendrik Overkirk, um oficial militar experiente. Ele ordenou que os holandeses flanqueassem a ala direita francesa. Overkirk não conseguiu cruzar as pontes flutuantes destruídas perto de Oudenarde, forçando-o a usar as pontes de pedra na cidade, atrasando-o por uma hora. Marlborough seguiu em frente com seu plano, tendo a cavalaria de Eugênio atacado em direção ao quartel-general do Duque da Borgonha. A Cavalaria da Casa Real Francesa, a Maison du Roi, mal conseguiu fazê-los recuar e Marlborough, com apenas os dezoito batalhões de Hesse e Hanover, não conseguiu fazer muito mais do que manter a direita francesa sob controle. Por volta das 18 horas, as tropas de Overkirk chegaram e estavam em posição de flanquear a ala direita francesa. Isso ocorreu em conjunto com um ataque duplo de Marlborough e Eugênio.
Overkirk havia enviado suas duas principais brigadas de infantaria sob o comando do Major General Coenraad Weck através de uma brecha nas florestas para fortalecer a esquerda de Marlborough, enquanto ele próprio havia feito um movimento circunferencial, mais para a esquerda, com o resto de suas tropas. No entanto, Eugênio ficou preocupado com a ala esquerda e enviou os dois delegados de campo para lá com ordens de atacar os franceses. Chegando lá, Sicco van Goslinga descobriu um Overkirk exausto. O velho general não parecia ver a urgência de um ataque. Insatisfeito, Van Goslinga então partiu para uma linha de seis batalhões onde encontrou o Tenente General Bengt Oxenstierna. Ele também não tinha intenção de atacar, argumentando que o terreno era muito acidentado para passar e que era melhor esperar pelos franceses. Van Goslinga então decidiu assumir a responsabilidade de lançar o ataque e se colocou à frente de dois batalhões suíços que ele ordenou que avançassem. Cinco outros batalhões holandeses seguiram e o Príncipe de Orange colocou outros oito ao lado de Van Goslinga em ordem de batalha. O deputado e o jovem príncipe marcharam pela encosta com cerca de 10.000 soldados de infantaria e colidiram com a infantaria francesa, que eles rapidamente varreram para longe.  Um contra-ataque francês pelos cavaleiros de elite da Maison du Roi fez pouco para mudar a situação. 
Nossos suíços, que estavam determinados a esperá-los com a baioneta fixada no rifle e atirar apenas no último momento, ficaram tão quietos que fiquei surpreso. ... a saraivada de balas de mosquete, com as quais a cavalaria francesa foi recebida, cortou alguns e derrotou o resto —  Sicco van Goslinga
 Ao mesmo tempo, a cavalaria holandesa sob o comando de Claude Frédéric t'Serclaes, Conde de Tilly cortou a rota de retirada francesa para Kortrijk. Grande parte do exército francês foi derrotado ou capturado, com a falta de luz do dia impedindo a conclusão da manobra. A batalha também terminou em confusão para os Aliados. A escuridão fez com que as suas alas direita e esquerda se confundissem com o inimigo e eles começaram a atirar um no outro. Eugênio na direita e o Príncipe de Orange na esquerda conseguiram, por meio de sua intervenção, parar o tiroteio e impediram que o exército causasse qualquer dano real a si mesmo.

## Consequências

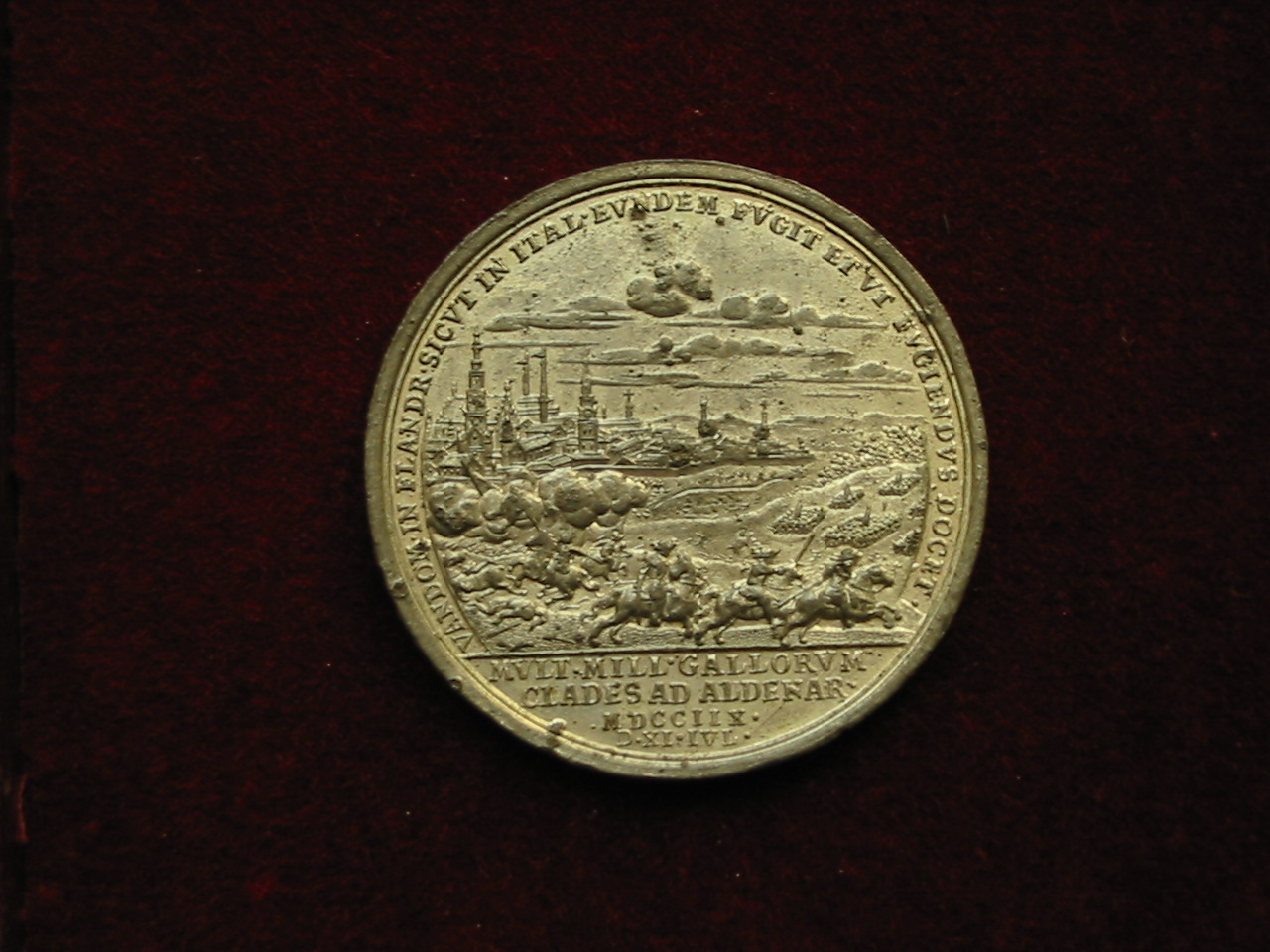
Medalha de estanho cunhada para comemorar a batalha, verso.

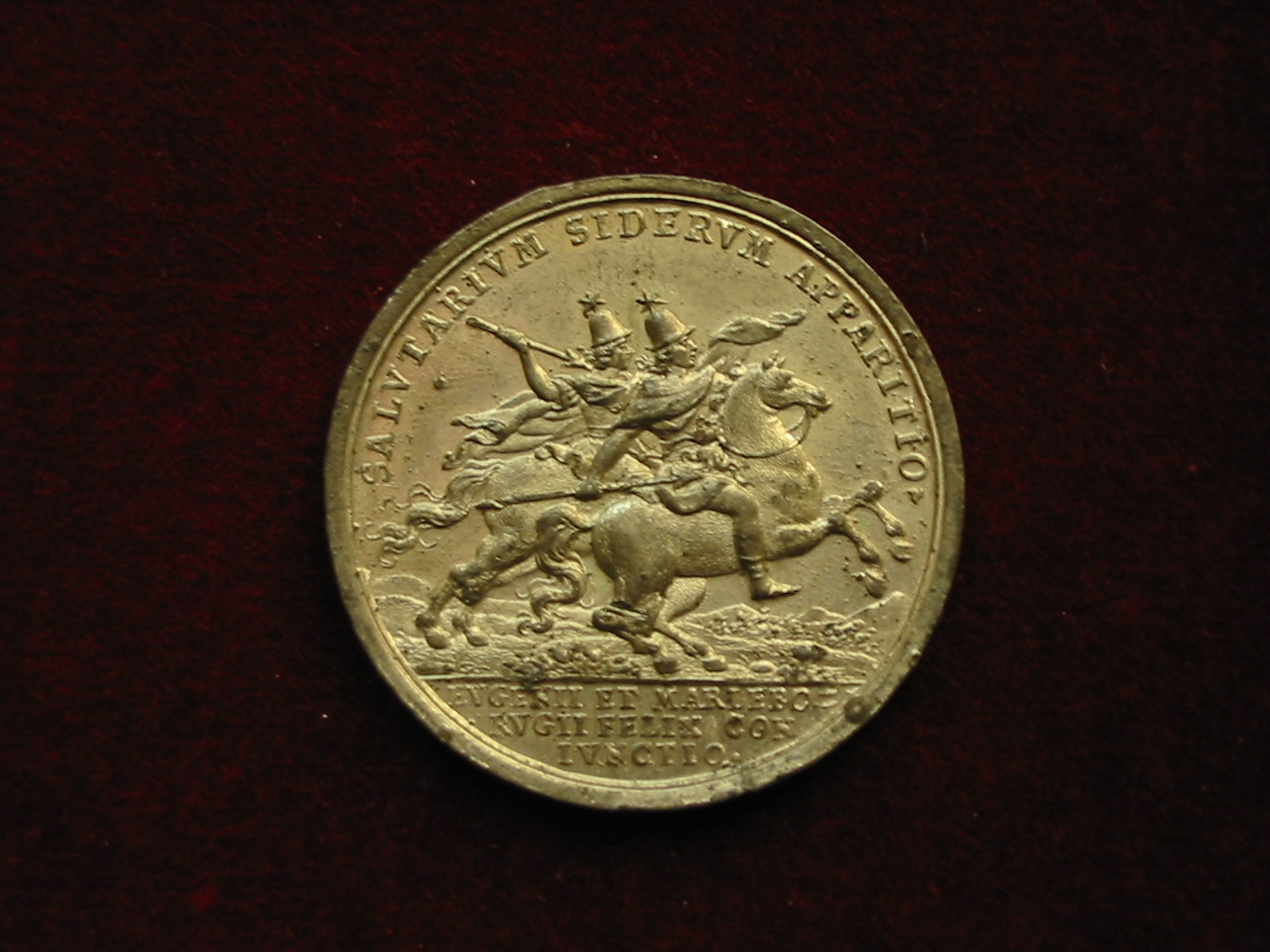
Medalha comemorativa cunhada após a batalha, representando os comandantes aliados vitoriosos como Castor e Pólux.

O exército francês recuou em desordem em direção a Ghent, com o Duque de Borgonha e o Duque de Vendôme discutindo entre si sobre quem era o culpado pela derrota. Apenas o anoitecer e algumas pontes flutuantes quebradas os salvaram da aniquilação total. Por razões desconhecidas, cerca de metade das forças totais que os franceses tinham à disposição durante o combate foram mantidas na reserva, nunca sendo convocadas para participar da batalha. Havia uma grande massa de cavalaria e infantaria francesas em algum terreno elevado ao norte do Rio Norken junto com muitas das tropas da Borgonha que permaneceram inativas na batalha e não avançaram para ajudar seus companheiros franceses, mesmo quando a situação tática se voltou contra eles com a chegada das tropas holandesas de Overkirk. Muitos dos esquadrões de cavalaria franceses permaneceram na reserva, principalmente por causa do aviso que receberam de que o terreno diante deles era intransitável por seus cavalos.
Os comandantes franceses cometeram vários erros táticos catastróficos durante a batalha: toda a ala esquerda francesa, as tropas sob Borgonha e a grande massa ao norte do Norken, foi mantida em reserva. Eles poderiam facilmente ter destruído a ala direita enfraquecida do exército aliado. Se um ataque coordenado tivesse sido realizado, com Vendôme atacando com seu corpo principal para envolver o flanco direito aliado e Borgonha atacando com a ala esquerda, antes que Overkirk e o resto das tropas de Argyll chegassem, o exército francês poderia ter vencido facilmente. A decisão de Vendôme de marchar pessoalmente para a batalha pode ter fornecido um impulso bem-vindo ao moral francês, mas negou a ele pelo resto da batalha a oportunidade de comandar suas tropas, o que se mostrou desastroso quando os Aliados dominaram os franceses por meio de uma manobra de flanco. O exército francês perdeu cerca de quatorze a quinze mil soldados no total, com cerca de oito mil se tornando prisioneiros de guerra, e vinte e cinco peças de artilharia, enquanto os Aliados perderam cerca de três mil homens. Bodart fornece números aproximadamente semelhantes para as baixas francesas (6.000 mortos ou feridos e 8.000 capturados), mas números maiores para as aliadas (6.000 mortos ou feridos).
Por outro lado, a reputação dos comandantes aliados foi grandemente reforçada pela vitória. Para Marlborough, seu olho para escolher o terreno correto, seu senso de oportunidade e seu profundo conhecimento do inimigo foram novamente amplamente demonstrados. A reputação de Eugênio também foi reforçada. Enquanto Marlborough permaneceu no comando geral, Eugênio liderou o crucial flanco direito e o centro. Mais uma vez, os comandantes aliados cooperaram notavelmente bem. "O príncipe Eugênio e eu", escreveu o Duque, "nunca divergiremos sobre nossa parte dos louros". O sucesso restaurou a iniciativa estratégica para os Aliados, que agora optaram por sitiar Lille, a fortaleza mais forte da Europa. Enquanto o Duque comandava a força de cobertura, Eugênio supervisionou o cerco da cidade, que se rendeu em 22 de outubro. No entanto, não foi até 10 de dezembro que o resoluto Louis François de Boufflers rendeu a cidadela. No entanto, apesar de todas as dificuldades do cerco de inverno, a campanha de 1708 foi um sucesso notável ao exigir habilidade e organização logística superiores. Os Aliados repeliram um assalto a Bruxelas, retomaram Brughes e Ghent, sendo os franceses expulsos de quase todos os Países Baixos espanhóis: "Aquele que não viu isso", escreveu Eugênio, "não viu nada".